# ¡Háganme callar!
¡Háganme callar! es una crónica de la escritora chilena Mónica Echeverría, publicada originalmente en el año 2016. La estructura del libro se compone de dos prólogos, uno de Gabriel Salazar y otro de la autora, y 11 capítulos. En esta obra autobiográfica la autora recuerda con dolor su niñez privilegiada y plantea a una crítica ácida y sin matices a los "conversos" (José Joaquín Brunner; Enrique Correa; Jaime Estévez; Fernando Flores; Óscar Guillermo Garretón; Eugenio Tironi; Max Marambio, y Marcelo Schilling), un grupo de jóvenes soñadores ideologizados que se despojaron de sus ideas revolucionarias de los 60 para abrazar al neoliberalismo actual.

## Argumento

### Prólogo
En esta instancia, la autora parte con una pequeña anécdota, antes de la victoria de Salvador Allende, en la cual su marido se encontraba almorzando con unos amigos de aquel entonces. A pesar de la cercanía con ellos en tiempos de pre dictadura, hoy en día se encuentran distanciados por sus diferentes ideologías, por lo que la autora se pregunta:

“¿Qué sucedió para que estos amigos y compañeros de Universidad en la Unidad Popular pudieran convertirse en empresarios lobbystas políticos e ideológicos del neoliberalismo? Y de la indignación nació la obsesión de escribir”. (p.15)
Mónica Echeverría.

El prólogo continúa su desarrollo con las primeras palabras y con un borrador que entusiasmo a sus editores en donde se explica porque el término “conversos” fue elegido por sobre otros calificativos. Parte esta explicación con el significado de la palabra en el diccionario de la Real Academia Española “conversos son los llamados musulmanes o judíos que se convertían al cristianismo”. En ese mismo párrafo añade información adicional: “con el tiempo, esta definición acogió también a los que abandonan una creencia por otra fe a la que eran adictos, refugiándose bajo el manto de poder...”  
Finaliza mencionando quiénes serán los conversos.

### Capítulo uno: “Primeros Pasos”
Estas líneas retroceden en la historia de vida de Mónica Echeverría en donde ella lo describe como:

“tiempo histórico en que las mujeres no tenían derecho a voto ni posibilidades de estudiar en la universidad” (p.25)
Mónica Echeverría

Tiempo en el cual era indispensable que una mujer expresara sus pensamientos hacia cualquier ideología política. Debido a esto, más adelante se habla sobre la formación del MEMCH (Movimiento Pro-Emancipación de las Mujeres en Chile) en el año 1935.    este movimiento tuvo gran influencia por parte de las mujeres sometidas de la clase media que tuvieron la oportunidad de acceder a estudios superiores y de este modo representar a todas las mujeres vulneradas del país. Sus principales fundamentos eran la lucha por la democracia, el respeto por los derechos humanos y la igualdad de género con intención de revocar toda clase de discriminación hacia las mujeres.

### Capítulo dos: “La infancia de ellos”
El capítulo está enfocado en relatar parte de la vida de los ocho personajes que la autora denomina como conversos dando amplias pinceladas sobre los aspectos más importantes de la vida de cada uno.

“Los conversos a los que me refiero, son de una clase media baja (…) No obstante, todos parecen satisfechos con su niñez, pues nunca pasaron hambre y, la mayoría, son hijos de matrimonios estables”. (p. 39)
Mónica Echeverría

Por medio de entrevistas grabadas, Mónica Echeverría, promete dar a conocer el punto de vista de cada uno de los personajes sobre que definen ellos como buena o mala infancia.
En algunos casos, se muestra descontento por parte de sus entrevistados al darse cuenta de que la entrevista sería grabada. Menciona en los casos en donde esta opción se vio totalmente negada y que posteriormente tuvo que transcribir lo poco que logró conversar con ellos.

### Capítulo tres: “En búsqueda del yo”
La autora inicia el capítulo con una cita del libro Alicia en el país de las Maravillas de Lewis Carroll.  
Comienza cuestionándose qué suceso fueron los que marcaron su infancia y recuerda que en cuanto a sus hermanos se sentía excluida, ya que ambos tenían largas conversaciones sobre filosofía.   Además, menciona el momento en que Pedro Aguirre Cerda fue elegido presidente y de cómo las monjas, sus profesoras en aquel entonces, se marchaban en busca de protección. 

“Este presidente, candidato del “Frente Popular” y admirador de los Republicanos españoles durante la Guerra Civil, desató en Chile gran desconcierto” (p.49)
Mónica Echeverría

Relata el momento en que decidió entrar a estudiar pedagogía y como consiguió tener dos vidas, la de niña rica y la de estudiante. Fue en este momento que decidió integrarse a teatro tras su deseo de conectarse con el “otro”, momento que se daba al conectarse con el público.  
Finaliza hablando sobre su desarrollo de una niña conflictiva a ser una mujer casada con hijos y de buen comportamiento.  

### Capítulo cuatro: “Arrastrados por la utopía
Aquí menciona la toma de los universitarios de la Católica e indica que sus principales motivaciones en las causas e ideales de la izquierda fueron la autoconstrucción de la población Villa La Reina, el contacto con los estudiantes y la progresiva Reforma de la Universidad Católica. Menciona el día en que el edificio de la Pontificia Universidad Católica fue apoderado por Miguel Ángel Solar y también colocó un grueso candado en el portón de entrada y un lienzo el cual decía: “CHILENOS, EL MERCURIO MIENTE”, la autora narra:

“Este presidente, candidato del “Frente Popular” y admirador de los Republicanos españoles durante la Guerra Civil, desató en Chile gran desconcierto” (p.49)
Mónica Echeverría

Después de un tiempo, llegaron alrededor de 20 estudiantes a su casa, pidiendo hablar con Fernando para hacerle preguntas y para señalarle sus inquietudes, nuevas ideas y proyectos y Fernando estaba totalmente de acuerdo con los estudiantes. Después de este suceso la autora narra el diálogo que tuvo con José Joaquín Brunner y más tarde se pregunta si esta utopía se va a realizar y si la oposición escapando al extranjero no indicará sin dudas el golpe por venir.  
Mónica recuerda cómo ciertos hechos políticos se repitieron en la sociedad chilena, solo que ahora todo le concernía profundamente ya que no era la misma colegiala de antaño. El triunfo de Salvador Allende le traía alegría y optimismo, pero también dudas e intranquilidad. Tencha, quien era la mujer de Allende insistió a Mónica a asistir a la fiesta en la Moneda, pese a que ella ni Fernando no habían votado por Allende, entonces asistieron y presenciaron la llegada de jefes de Estado y políticos, como también de los escritores Cortázar y García Márquez y el embajador de Estados Unidos, Edward Korry.

### Capítulo cinco: “Entregados en cuerpo y alma”
Habla sobre las reformas de Allende. Continúa relatando las cosas inusuales que ocurrían en Chile como el asesinato del exvicepresidente de partido democratacristiano Edmundo Pérez-Zújovic.
En el posterior desarrollo del capítulo, menciona que a raíz del cambio de director de televisión en Canal 13, se le abrieron las puertas de la universidad (Católica de Chile) debido a que el nuevo reemplazo solicitaba de su ayuda. Continúa describiendo los diferentes proyectos que realizó, partiendo por “El Tercer Mundo se da la Mano” cuyo objetivo era demostrar similitudes y contradicciones entre el arte africano, asiático y latinoamericano. Su segundo proyecto lo llamó “La Semana del Humor” en donde pretendían usar la sátira, ironía y humor en el momento revolucionario. Tras un escándalo, Mónica Echeverría tuvo que presentar su renuncia inmediata.  
Más adelante, se narra la estrategia de las cacerolas a fines de diciembre de 1971, para luego continuar con una pregunta:

“¿Cómo se situaron las otras figuras de este corpus personal que he denominado “Mis amigos, ¿los conversos”?” (p.84)
Mónica Echeverría

En este capítulo, se menciona un antes y un después en la familia de Mónica Echeverría, la razón, la muerte de su hijo Javier.

### Capítulo seis: “El golpe de Estado”
Inicia con el relato de los primeros sucesos que vivió al enterarse del Golpe de Estado destacando que esa mañana del 11 de septiembre de 1973, sería la que marcaría el destino de ella y de todos los chilenos. Comenta que nadie sabía qué hacer, las personas se mantenían en sus hogares inquietas y sin entender lo que estaba pasando, el desconcierto era total. Se menciona que los pobladores no tenían transporte,

“Las radios fieles a la Unidad Popular eran silenciadas, y solo la Radio Magallanes transmitía lo que serían las últimas palabras del presidente, su mensaje de despedida.” (p.93)
Mónica Echeverría.

Finalmente anunciaron la muerte del presidente Allende marcando para siempre la traición de Augusto Pinochet. Más tarde en la televisión se dieron a conocer 4 generales que proclamaron que el destino del país estaría en manos de una junta de gobierno.  

### Capítulo siete: “Destierro”
En esta ocasión relata los momentos después del bombardeo.

“Después de un año cesantes y desconectados, nos dimos cuenta de que debíamos abandonar el país” (p. 101)
Mónica Echeverría

Cuenta que al llegar a Cambridge y sin posibilidad de sirvientes tuvo que realizar los quehaceres de la casa. Además, relata que en ese momento conoció como es la vida sin una nana, tuvieron que acostumbrarse al idioma y a la cultura inglesa.  Luego de cuatro semanas le informan que el lugar donde se escondían dos de sus hijos, fue descubierto y que se había realizado un enfrentamiento dejando a su hija Carmen herida y su hijo Miguel había sido capturado. Carmen estuvo días aislada en el hospital siendo interrogada por la DINA. Más adelante, comienza a señalar el momento en el cual la gente era capturada con suma violencia para ser interrogados y cuenta cómo fue detenida su madre por parte de la DINA a consecuencia de encontrar una libreta que contenía nombres y sus oficios. Al final del capítulo menciona a diferentes personas y sus situaciones en relación con el exilio de Chile, unos que los tuvieron detenidos y otros que volvieron clandestinamente al país.

### Capítulo ocho: “Por fin”
En este capítulo la autora habla sobre cómo fue todo después del Golpe de Estado, La Moneda estaba aún semi-quemada y hubo muchos cambios en Santiago, ella los notó cuando volvió de Venezuela, la ciudad estaba totalmente blanca y cambiada, pero todo eso era para el gusto de Pinochet y su esposa. Todavía regia el toque de queda y las fiestas eran silenciosas y con menos de 15 personas, el primero de mayo no se celebraba ya que para el dictador era una fecha oprobiosa, pero, aun así, el pueblo se las arreglaba y salían a la calle para manifestar su descontento. Los hijos de la autora Fernando y José cayeron detenidos y con la ayuda de su cuñado Jaime Castillo lograron liberarlos. Cuando llegó el 11 de septiembre y la autora decidió hacer un acto humorístico ya que la palabra “libertad” era un término vetado para la dictadura.

“Decidí junto a mis hijos y sus amigos indicar de alguna manera el descontento generalizado antes una actitud tan arbitraria”. (p.122)
Mónica Echeverría

### Capítulo nueve: “Romper el silencio”
El capítulo habla sobre la creación de un espacio cultural el cual un grupo de jóvenes artistas e intelectuales bautizaron como “Centro cultural Mapocho” (CCM) aquí ellos podían exponer sus obras o cualquier tipo de manifestación artística, sin embargo, en reiteradas ocasiones era allanado o las personas eran detenidas. A pesar de la adversidad seguían firmes y decididos ante la autoridad. Esto ayudó a que más personas se unieran tras diversas actividades, donde también se formaron grupos emblemáticos como Los Prisioneros, logrando llegar a muchas personas. Esto unió y dio fuerza al pueblo. La represión era cada vez más intensa, de tal forma que las manifestaciones fueron cada vez más escuchadas, por lo que el dictador no tuvo más opción que llamar a un plebiscito.

“Donde la opción SI significaba la continuidad del régimen con Pinochet a la cabeza y la alternativa NO representaba establecer plazos concretos para el fin de la dictadura” (p.137)
Mónica Echeverría

Finalmente, el pueblo fue escuchado triunfando el NO y por fin los 17 años de luchas y torturas habían acabado.

### Capítulo diez: “Los que no piden perdón”
La autora comienza con una cita de Albert Camus acerca de cómo actúan las personas, hace una analogía sobre el poder y la influencia que tiene este en las personas, las cosas que hacen por poder y las consecuencias de estas acciones, señala que:

“algo misterioso y atrayente existe en el poder que desde sus primeros síntomas...convierte a algunos antes y a otros después en adictos” (p. 141)
Mónica Echeverría

Luego comienza a hablar de los conversos, describiendo a ciertos políticos y lo que hicieron durante esos años. El primero es Eugenio Tironi, señala que fue parte importante del grupo que crea el ideal de “crecimiento con equidad” y lo acusa de aniquilar todos los medios de comunicación de izquierda y centro. Luego menciona a Enrique Correa, dice que fue el Coordinador General del Comando NO, sin embargo, igualmente cometió errores como no revisar las poco transparentes privatizaciones que se hicieron en el régimen de Pinochet. Otra persona mencionada es Jaime Estévez donde indica que, si bien ocupó muchos cargos políticos importantes, al final aplaude la política económica de los 90. Posteriormente señala que Oscar Guillermo Garretón estuvo involucrado en la “guerra del azúcar” con la privatización de IANSA. Luego menciona a Fernando Flores, del cual destaca sus negocios en Chile, firmando contrato con CODELCO, BCI y SODIMAC. Luego indica que José Joaquín Brunner ocupó un sinfín de cargos, haciendo referencia que estos son la evidencia del poder. Además, menciona a Marcelo Schilling, quién fue exiliado a México, y que fue guardaespaldas de Allende por cerca de un año, además fue uno de los pocos dirigentes socialistas que no asumió ningún cargo. Finamente termina con Max Marambio, quién junto con Carlos Cardoen inauguran Río Zaza (planta de jugos), este negocio inmobiliario afianzó su poder económico.

### Capítulo once: “En Chile ya no hay mariposas”
Aquí la autora expresa su sentimiento de desesperanza, ira y rabia sobre todo lo sucedido en el pasado, relata que fue echando a la basura muchos de los ideales que tenía, sin embargo, a pesar de todo tiene muchas razones por las cuales continuar, como ir a mirar las estrellas en Horcón y sobre todo, la mirada de un niño mientras ella iba a casa, la animó por completo, dice que mientras las personas estallemos a carcajadas ante la absurda vida cotidiana, no perderemos esperanzas ni ideales. Ella recuerda momentos del pasado, la desolación de Jaime Castillo Velasco, la partida de su hijo Javier. Indica la situación actual de Chile, que ahora es un laboratorio económico mundial donde el modelo neoliberal es aplicado sin ningún contrapeso y debido a eso:

“Chile llegó a tener la economía más liberal del planeta en las décadas del 80 y 90 y un liberalismo económico a ultranza” (p. 166)
Mónica Echeverría

### Epílogo
Se pregunta por qué su destino fue otro, ahora ya no goza del bienestar de los oligarcas actuales y sólo pertenece a la clase media donde debe cuidar de no malgastar los pesos mensuales asignados para sobrevivir y todo esto fue decisión de la autora y de su marido Fernando.

“¡Cuan lejana me parece ahora mi época de estadías en Europa! ¡Esos suntuosos barcos en que nos trasladábamos desde Chile! ¡Y esos grandes hoteles de varias estrellas en que nos hospedábamos!”. (p. 101)
Mónica Echeverría

La autora celebra sus 95 años de edad con sus hijos y con la sonrisa de su marido desde el más allá, y con las caricias de los desconocidos a quienes les tendió alguna vez la mano. También expresa que no puede evitar escribir ya que esa es la mejor manera que tiene para desahogarse de todo lo que le sucedió en su vida.

## Recepción y crítica
Tras su publicación, esta obra ha tenido una gran repercusión debido a la temática y la forma en que Mónica Echeverría aborda cada uno de los personajes presentados y sus vivencias. 
Tal como menciona Eugenia Prado de la revista Nomadías  
Lo interesante de esta crónica es que “el relato es real y forma parte de la vida social, familiar, política compartida por Mónica”, esto lo hace aún más personal y hace denotar la capacidad que tiene de ver la realidad de una sociedad. Eugenia Prado indica que este libro es brillante, rebelde, lucido y envuelto de chismes donde nos deleita con pequeñas historias de todo tipo, nos permite entender que todos somos parte de un mismo Chile y también a interrogarnos a propósito de lo que nos marcó y nos pesa desde siempre.  
Mónica Echeverría refleja una época, en que hemos sido sobrepasados por las bondades de un sistema económico que sí funcionó en crear prosperidad, adelantos y riqueza, pero dispareja. 

“¡Háganme callar! marca un lugar de atrevimiento femenino contra la orden del padre y muestra cómo se estructura el poder de los hombres y sus leyes”.
Nomadías